# Île Liang
L'île Liang (亮島), anciennement nommée Hengshan (橫山) et plus récemment île Lang (浪島), se situe en mer de Chine orientale, entre l'archipel des Matsu et l'ile de Dongyin. Appartenant à la République de Chine (Taïwan), elle est placée sous la juridiction du comté de Lienchiang. L'île mesure 1,4 kilomètre de long, 250 mètres de large et couvre une superficie totale de 0,4 km². Distante de 24 km de l'île Zhizhu et de 26 km de l'île Shuangfeng, elle est entourée de falaises abruptes et la topographie du terrain s'avère être accidentée. Son accès étant limité pour les civils, l'île reste un lieu important pour l'armée taïwanaise. 

## Histoire
Après 1949, l'île a été occupée par intermittence par l'Armée populaire de libération (RPC). 

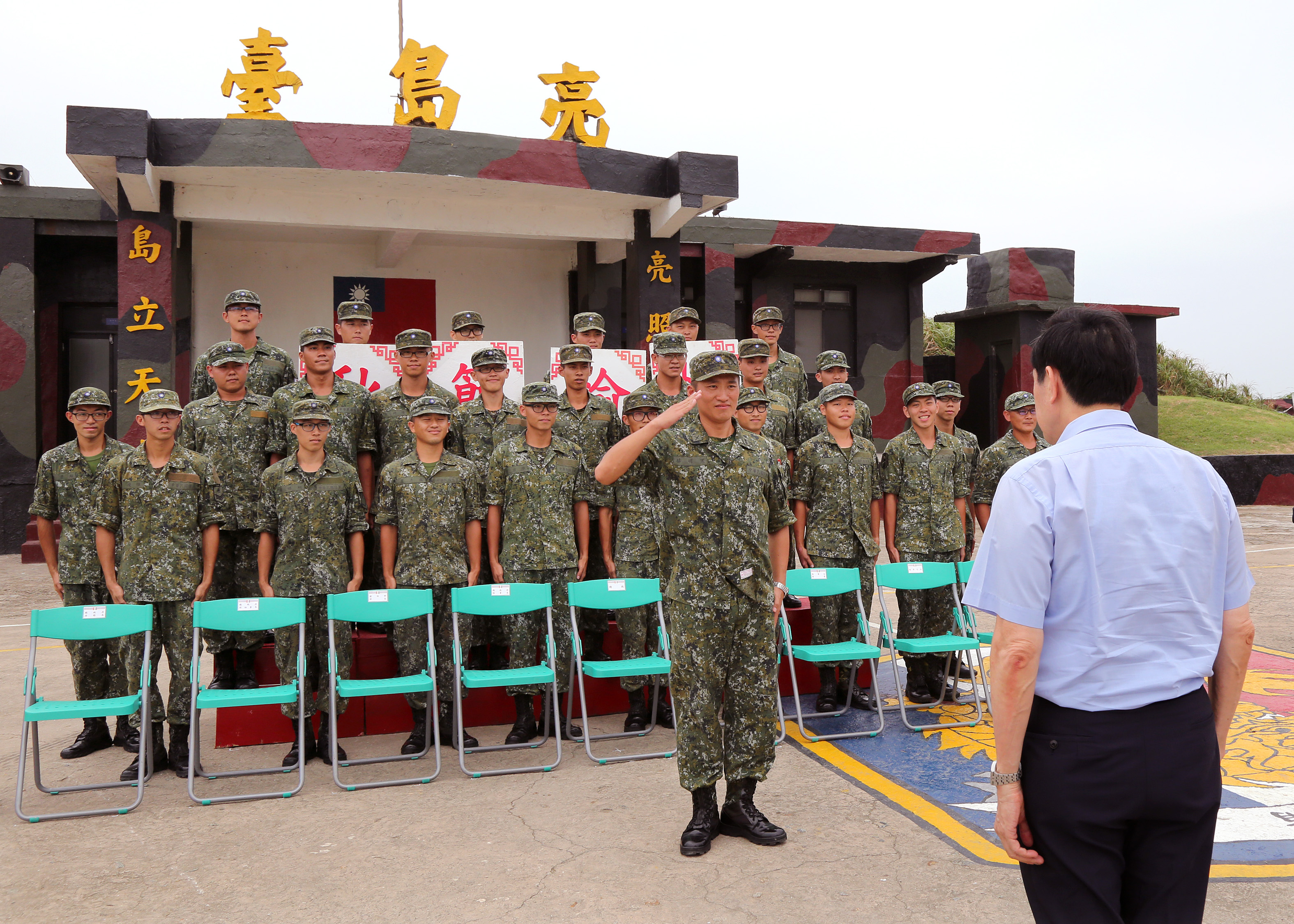
Visite du président Ma Ying-jeou sur l'île Liang

En juillet 1951, pour défendre le canal entre les iles de Nankan , Beigan et de Dongyin, l'armée taiwanaise envoya Li Chengshan, le commandant maritime d'assaut spécial de l’Armée du salut national anti-communiste, qui conduisit six soldats de reconnaissance a accosté sur l'île. Ils réussirent à dresser le drapeau de Taïwan sur celle-ci. Elle constitue le seul territoire perdu par l'APL repris par l'armée taïwanaise. Par la suite, l'équipe de recherche de Chen Zhongyu , chercheur à l’Institut d'histoire et de langues de l'Académie sinica, a découvert successivement plusieurs vestiges sur l'île. Les chercheurs y ont notamment déterré des poteries, des grès, des os et des coquillages datant de la période néolithique, mais aussi trois crânes humains.  En 1965, le site du port de Baisheng, recouvert d'un amas de coquilles, a été construit. 
En 1966, Chiang Ching-kuo inspecta l'île et la renomma île Liang. Il espérait que "l'île se dressant au milieu du ciel et brillant en direction du continent" illuminerait la Chine continentale. 
En 2004, le quai Huanen a été construit et permet aujourd'hui le transport de matériaux deux fois par semaine. 

## Peuple de l'île Liang
Le gouvernement du comté de Lienchiang a coopéré avec l'Academia sinica afin de déterrer des ossements humains néolithiques sur l'île Liang (datant d'environ 8000 ans). Ils ont baptisé cette ancienne population "peuple de l'île Liang" dont les ossements proviennent du "Site n°1 de l'extrémité de l'île Liang". De plus, les équipes de recherche ont également découvert un amas coquillier datant de la Préhistoire sur le "Site n°2 de l'extrémité de l'île Liang".